# Kris Jensen
Peter-Kristian „Kris“ Jensen (* 4. April 1942 in New Haven, Connecticut) ist ein US-amerikanischer Popsänger.

## Karriere
Jensen wurde als Sohn skandinavischer Einwanderer geboren. Mit 15 lernte er Gitarre spielen und trat bei Schul-Tanzveranstaltungen auf.
Jensen war ein begeisterter Fan von Burl Ives und Chet Atkins. Im Sommer 1960 lernte er den Country-Sänger Wesley Rose kennen, der ihm einen zweijährigen Plattenvertrag verschaffte. Staying Up Late / Bonnie Baby war 1959 Jensens erste Single. Im August 1960 nahm er für Leader Records die Platte School Bus / Perfect Lover auf. Nach einer weiteren Single wechselte er zu Kapp Records, 1963 zu Hickory Records.
Die erste Single bei Hickory war gleichzeitig Jensens größter Erfolg. Torture / Let's Sit Down erreichte Platz 20 der US-Billboard-Charts. Die Komposition Torture von John D. Loudermilk blieb Jensens einzige Platzierung in den Charts. 1963 trat er u. a. in der englischen TV-Show Thank Your Lucky Stars auf. 1966 unterschrieb er bei White Whale Records, zwei Platten wurden veröffentlicht, 1970 war er kurz A&M Records unter Vertrag.

## Diskografie
Kris Jensen hat in seiner musikalischen Laufbahn einige Aufnahmen veröffentlicht. Es kann hier nur eine Auswahl aufgeführt werden:
- 1979 – Wait
- 1965 – That's a Whole Lot of Love
- 1964 – You've Only Got Me to Loose
- 1964 – In Time
- 1962 – Radio and TV
- 1963 – Cut Me Down (From Your Whipping Post)
- 1963 – Big as I Can Dream
- 1962 – Somebody's Smiling (While I'm Crying)
- 1962 – No One Really Cares
- 1962 – Lonely Island
- 1962 – Torture
- 1962 – Don't Take Her from Me

Diese Aufnahmen erschienen bei Hickory Record
Weitere Aufnahmen:
Claudette, Come Back To Me My Love, Donna, Donna, Let's Sit Down, I Went A-Walkin', Little Dutch Village, Poor Unlucky Me, Looking For Love, The Little Wind-Up Doll, What Should I Do, That's A Whole Lot Of Love, Sprying, Revenge, The Jackie Look, sowie Mary, Mary.